# Mondi i Diana
Mondi i Diana (tytuł oryginalny: Mondi dhe Diana) – albański film fabularny z roku 1985 w reżyserii Besima Kurtiego.

## Opis fabuły
Uczeń Mondi jest znany w szkole dzięki temu, że dobrze się uczy, ale zarazem jest wyjątkowo impulsywny. Nowa nauczycielka, która nie ma jeszcze doświadczenia w pracy pedagogicznej jest przekonana, że Mondi jest do niej wrogo nastawiony. Z pomocą rodziców chłopca udaje się jednak uformować we właściwy sposób jego charakter.
Film realizowano w Tiranie.

## Obsada
- Guljelm Radoja jako ojciec
- Drita Haxhiraj jako matka
- Ndrek Shkjezi jako rybak
- Adlei Basha jako Mondi
- Violeta Dede jako nauczycielka Diana
- Fatmir Guri jako Gimi
- Zija Grapshi
- Taulant Tafa
- Sokol Todi